# Nanauta
Nanauta is een nagar panchayat (plaats) in het district Saharanpur van de Indiase staat Uttar Pradesh. 

## Demografie
Volgens de Indiase volkstelling van 2001 wonen er 16.992 mensen in Nanauta, waarvan 53% mannelijk en 47% vrouwelijk is. De plaats heeft een alfabetiseringsgraad van 52%. 